# فينوس ويليامز
فينوس ويليامز (بالإنجليزية: Venus Williams)‏‏(17 يونيو 1980) هي لاعبة كرة مضرب أمريكية محترفة. فازت بـ22 لقب جراند سلام منها 7 بطولات في الفردي و13 بطولة بزوجي السيدات وبطولتان في الزوجي المُختلط. وأصبحت يوم 25 فبراير 2000 المصنفة الأولى عالمياً لتصبح أول أمريكية أفريقية تصل إلى تلك المرتبة. هي صاحبة أقوى إرسائل بالنسبة للنساء إذ بلغ سرعة 205 كم في الساعة وهي اللاعبة الوحيدة التي يتجاوز إرسالها 200 كم في الساعة. وهي الأخت الكبرى لسيرينا ويليامز.

## حياتها

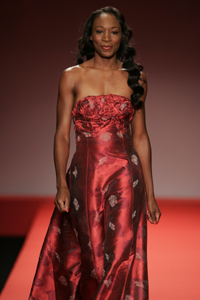
فينوس ويليامز بفستان أحمر. بمناسبة "اليوم الوطني لارتداء الأحمر" الذي ينظمه المعهد الوطني للقلب والرئة والدم لرفع مستوى الوعي حول أمراض القلب.

ولدت فينوس إبوني ستار ويليامز في لينووود في ولاية كاليفورنيا لريتشارد وليامز وأورسين برايس.
وانتقلت عائلة ويليامز من كومبتون (كاليفورنيا) إلى ويست بالم بيتش في فلوريدا، وهي بسن العاشرة من أجل التحاق فينوس وشقيقتها سيرينا لأكاديمية ريك ماكي للتنس، للحصول على تدريب إضافي للشقيقتين. ريتشارد توقف عن إرسال بناته إلى بطولات التنس الوطنية للمبتدئين عندما كانت ويليامز تبلغ من العمر 11، لأنه أراد التركيز على التعليم المدرسي، كما كان هناك دافع آخر عنصري، حيث زعم أنه سمع أولياء أمور اللاعبين الآخرين يتحدثون بشكل سلبي عن الأخوات ويليامز خلال البطولات. في ذلك الوقت حققت فينوس وليامز سجل 63-0 فوز في جولة الناشئين لإتحاد التنس في الولايات المتحدة الأمريكية، وكانت في المرتبة رقم 1 بين لاعبات تحت 12 سنة في جنوب كاليفورنيا. وفي عام 1995 سحب ريتشارد بناته من أكاديمية ريك ماكي، ومنذ ذلك الحين تولى تدريبهم في المنزل.

## بطولات حققتها
- دورة رولان غاروس الدولية
- بطولة ويمبلدون
- بطولة أستراليا المفتوحة للتنس
- بطولة أمريكا المفتوحة للتنس

## الميداليات
| الميدالية | المسابقة                       |
| --------- | ------------------------------ |
| ذهبية     | الألعاب الأولمبية الصيفية 2000 |
| ذهبية     | الألعاب الأولمبية الصيفية 2000 |
| ذهبية     | الألعاب الأولمبية الصيفية 2008 |
| ذهبية     | الألعاب الأولمبية الصيفية 2012 |

## وصلات خارجية
- فينوس ويليامز على موقع IMDb (الإنجليزية)
- فينوس ويليامز على موقع ميتاكريتيك (الإنجليزية)
- فينوس ويليامز على موقع الموسوعة البريطانية (الإنجليزية)
- فينوس ويليامز على موقع روتن توميتوز (الإنجليزية)
- فينوس ويليامز على موقع إن إن دي بي (الإنجليزية)
- فينوس ويليامز على موقع قاعدة بيانات الفيلم (الإنجليزية)
- فينوس ويليامز على موقع رابطة محترفات التنس (الإنجليزية)
- فينوس ويليامز على موقع الاتحاد الدولي لكرة المضرب (الإنجليزية)
- فينوس ويليامز على موقع كأس بيلي جين كينغ (الإنجليزية)
- فينوس ويليامز على موقع بطولة ويمبلدون (الإنجليزية)
- فينوس ويليامز على موقع خلاصة التنس.كوم (الإنجليزية)
- فينوس ويليامز على موقع إي إس بي إن.كوم (الإنجليزية)
- فينوس ويليامز على موقع اللجنة الأولمبية الدولية (الإنجليزية)
- فينوس ويليامز على موقع أوليمبيديا (الإنجليزية)

- الموقع الرسمي